# Cuore sacro
Cuore sacro una pel·lícula italiana dirigida per Ferzan Özpetek, estrenada als cinemes el 25 de febrer de 2005. La pel·lícula va recaptar un total de 2.990.597 € amb un pressupost estimat en  6.000.000 €.
La pel·lícula suposa el retorn al cinema de Lisa Gastoni, que va abandonar els escenaris a finals dels anys setanta.
Va rebre 12 nominacions per a David di Donatello 2005, guanyant dues estatuetes a la millor actriu protagonista (Barbora Bobuľová) i a la millor escenògrafa (Andrea Crisanti) , i el mateix any va obtenir dos Globi d'oro, dos Ciak d'oro i tres Premi Flaiano. Barbora Bobulova va guanyar el Nastro d'argento europeu.

## Argument
La gerent d'èxit, Irene Ravelli ha aconseguit, també gràcies a l'ajuda de la seva companya de negocis tia Eleonora, obtenir l'alliberament de l'antic palau familiar que vol explotar amb finalitats emprenedores. Tornant al palau per a una nova inspecció, la Irene coneix l'Aurelio, l'ancià conserge de la casa, que li ensenya l'habitació de l'Adriana, la mare de la Irene, que no ha canviat des del moment de la seva mort, com si encara hi visqués. L'habitació té escrits estranys, símbols sense sentit gravats a les parets. També hi ha nombroses imatges religioses que poden al·ludir a un sincretisme religiós de dones.
A l'exterior de l'edifici, l'Irene coneix a Benny, una nena descarada que utilitza un enginy per robar-li la cartera. De nou atrapada ràpidament, la nena rd va aclarir amb la Irene, oferint-se a pagar-li el sopar la propera vegada que es tornessin a veure. Més tard, la Irene i l'Eleonora van a la Maria Clara, la tieta alcohòlica de la Irene, hospitalitzada en un centre de rehabilitació, la signatura de la qual és necessària perquè comencin les obres de l'edifici. Maria Clara, però, es nega a signar, malgrat les amenaces d'interdicció fetes per la seva germana Eleonora.
Poc temps després, la Irene torna a trobar-se amb Benny: mentre estan junts, la Irene assenyala una petita girafa de joguina, semblant a la que tenia quan era petita. Més tard la noia demana a la Irene que l'ajudi a portar bosses (omples de coses comprades al supermercat abans de sopar) a determinades adreces del barri. Tot i la negativa inicial, Irene accepta i entra en contacte per primera vegada amb una realitat desconeguda per a ella, caracteritzada per la pobresa extrema en una Roma/Cort dels Miracles aparentment habitada només per desfavorits i unes dones molt riques i despietades.
Després d'una sèrie de vicissituds, la Irene descobreix que la petita està vinculada al treball voluntari de l'Església del pare Carras. Benny, però, nega tenir cura d'aquelles persones per ordre del rector de la parròquia, de fet el pare Carras l'havia increpat diverses vegades, demanant-li en canvi de convèncer aquelles persones d'anar al menjador social. Finalment Irene i Benny dormen juntes a l'edifici, però l'endemà al matí la nena ha desaparegut, deixant al gerent una nota en què la desafia a trobar-la.
Després de rebre el consentiment de la seva tia Maria Clara per començar la feina, la Irene descobreix que Benny ha mort després de ser atropellafs per un cotxe mentre fugia després de robar una petita girafa de joguina. Sentint-se responsable de la mort de la petita, però també del suïcidi dels cònjuges Marchetti de qui havia adquirit l'empresa en fallida, Irene entra en un profund conflicte intern.
Guiada per l'esperit de Benny i buscant l'espiritualitat materna, Irene comença, juntament amb el pare Carras, a tenir cura dels menys afavorits, posant-hi cor i ànima: transforma el palau familiar en un menjador social per als pobres i la utilitza. diners per regalar cases populars entre la gent, però comprometent la seva capacitat emprenedora, cosa que preocupa a la seva tia Eleonora, que la jutja "boja" com Adriana.
El pare Carras està en part d'acord amb l'Eleonora, jutjant el comportament de la Irene com un autocàstig. La dona, en canvi, està convençuda que pot redescobrir la seva fe al costat dels necessitats i no en els diferents llocs de culte. Aleshores, el sacerdot la porta a visitar els nombrosos sense sostre que viuen entre les ruïnes de Roma i li pregunta com pot ser tan presumptuosa en creure que pot salvar-los a tots sense ajuda organitzada, cosa que només un reconeixement oficial de la seva tasca per part de l'Església els pot donar.
Després d'observar tota aquella gent, Irene acaricia el rector de la parròquia i, com en estat de trànsit, va cap al metro on, observant les innombrables persones presents, a poc a poc comença a desfer-se de tot el que té: les joies, les sabates, la roba, arribant a despullar-se. Ingressada a l'hospital amb un diagnòstic inicial de "trastorn dissociatiu de la identitat amb impulsos altruistes incontenible", la Irene rep la visita d'un psiquiatre que la reconeix com a asseny,ada que queda impressionada per ella i el seu altruisme. L'última escena veu, entre els mobles vells amuntegats al palau familiar, el retrat d'Adriana, l'única efígie que queda de la dona que mai s'havia deixat fotografiar en vida, a semblança de Benny.

## Repartiment
- Barbora Bobuľová: Irene Ravelli
- Camille Dugay Comencini: Benny
- Lisa Gastoni: Eleonora Ravelli
- Massimo Poggio: pare Carras
- Gigi Angelillo: Aurelio
- Erika Blanc: Maria Clara Ravelli
- Andrea Di Stefano: Giancarlo
- Caterina Vertova: Angela Marchetti
- Stefano Santospago: Giorgio Marchetti
- Michela Cescon: Anna Maria
- Paolo Romano: Alberto
- Stefania Spugnini: Liliana
- Elisabetta Pozzi: Psicòloga
- Patrizia La Fonte: La dona misteriosa

- Al principi Valeria Golino va ser escollida per al paper d'Irene Ravelli, però per compromisos anteriors va haver de rebutjar el paper.[4]
- El paper d'Eleonora, la tieta freda i especulativa d'Irene, va ser escrit per a Virna Lisi, però al final es va triar Lisa Gastoni.[4] El director va oferir aquest paper també a Lea Massari, que s'havia retirat del cinema fa uns quants anys.
- el nom del capellà Carras fa referència curiosament al pare Karras de la pel·lícula de 1973 L'exorcista.

## Crítica
La pel·lícula va tenir una bona acollida pel públic, però va ser jutjat negativament per la majoria de crítics; destaca l'absència total de temàtiques LGBT, habitualment presents a la fotografia del director turc. Il Mereghetti (1.5/4) tot apreciant el tema de la pel·lícula (el dels "nous pobres"), critica la manera com s'aborda, «més en el vessant irracional que no en el moral, acabant caient en l'obvi i el pragmàtic". També critica les "massa" referències cinematogràfiques (incloent el personatge del protagonista que recorda el que va interpretar Ingrid Bergman a Europa 51 i l'escena de despullament extreta de Teorema) i no (com la Pietà de Michelangelo Buonarroti), la «fàcil» simbologia i l'escena final de caràcter "conte de fades". Farinottial seu Dizionario di tutti i film defineix el llargmetratge com «una reflexió sobre l'espiritualitat no exempta de provocacions» assignant-li dues estrelles d'un màxim de cinc (2/5).
Al seu Dizionario dei film, Morandini assigna a Cuore sacro dues estrelles i mitja d'un màxim de cinc. Segons el crític, la pel·lícula està «simètricament estructurada» sobre «dobles», «sobre parelles d'oposats» i sobre «referències cinèfiles» (a les quals afegeix, a més de les ja esmentades per Il Mereghetti,  'L'exorcista i Què se n'ha fet, de Baby Jane?). Tanmateix, lloa la interpretació de Barbora Bobuľová i el «vitalisme» de la jove Camille Dugay Comencini (filla de Francesca Comencini), la sortida de la qual, per a la crítica, marca «irremeiablement» el declivi cap a «l'Emfasi Edificant del final». Fins i tot el crític Maurizio Cabona, a les pàgines de Il Giornale, salva quasi exclusivament l'actuació de l'actriu: «En tot cas, és gràcies als actors que Cuore sacro pren el camí del ridícul, caient-hi només esporàdicament. En canvi, els bells pits de Bobuľová, que en el moment de Ecco fatto desafiaven la llei de la gravetat, ara cauen, però el seu bonic rostre aguanta sense por un destí que li imposa, després de Ovunque sei, un altre paper infeliç".
El lloc de crítica cinematogràfica MYmovies la defineix sense cap dubte com la «pitjor pel·lícula d'Ozpetek» (1/5), jutjant la moral de la pel·lícula com «en gran part qüestionable» i revisant negativament tant els actors com la música amb el «so pompós i rotund» d'Andrea Guerra.

## Reconeixements
- 2005 - David di Donatello
  - Millor actriu protagonista a Barbora Bobuľová
  - Millor escenografia a Andrea Crisanti
  - Nominació a Millor pel·lícula
  - Nominació a Millor director per Ferzan Özpetek
  - Nominació a Millor guió a Gianni Romoli i Ferzan Özpetek
  - Nominació a Millor actriu secundària per Erika Blanc
  - Nominació a Millor actriu secundària per Lisa Gastoni
  - Nominació a Millor fotografia a Gian Filippo Corticelli
  - Nominació a Millor banda sonora a Andrea Guerra
  - Nominació a Millor vestuari a Catia Dottori
  - Nominació a Millor muntatge per Patrizio Marone
  - Nominació a Millor so per Marco Grillo
- 2005 - Ciak d'oro
  - Millor actriu protagonista a Barbora Bobulova[12]
  - Millor actriu no protagonista a Lisa Gastoni[12]
  - Nominació a Millor actriu secundària a Erika Blanc
  - Nominació a Millor escenografia a Andrea Crisanti
- 2006 - Nastro d'argento
  - Nastro d'argento europeu a Barbora Bobulova
  - Nominació a Millor argument a Gianni Romoli i Ferzan Özpetek
  - Nominació a Millor actriu secundària a Erika Blanc i Lisa Gastoni
  - Nominació a Millor escenografia a Andrea Crisanti
- 2005 - Globo d'oro
  - Millor Director a Ferzan Özpetek
  - Millor actriu a Barbora Bobulova
  - Nominació al Millor pel·lícula per Ferzan Özpetek
  - Nominació al Millor fotografia a Gian Filippo Corticelli
- 2005 - Premi Flaiano
  - Premi del públic a la intèrpret femenina a Barbora Bobulova
  - Premi a la intèrpret secundària a Erika Blanc
  - Premi de fotografia a Gian Filippo Corticelli